# Elisabeth Jensen (Politikerin, 1908)
Elisabeth Jensen (* 31. März 1908 in Leipzig; † 30. Dezember 1978 in Schleswig) war eine deutsche Politikerin.
Jensen war von Beruf Lehrerin. Sie gehörte 1946 dem ersten ernannten Landtag von Schleswig-Holstein als fraktionslose Abgeordnete an.